# Cheiroglossa palmata
Cheiroglossa palmata là một loài dương xỉ trong họ Ophioglossaceae. Loài này được L. C. Presl mô tả khoa học đầu tiên năm 1845.